# Хижина в лесу
«Хижина в лесу» (англ. The Cabin in the Woods) — научно-фантастический комедийный фильм ужасов 2012 года режиссёра Дрю Годдарда в его режиссёрском дебюте, продюсера Джосса Уидона по сценарию Уидона и Годдарда. В главных ролях Кристен Коннолли, Крис Хемсворт, Анна Хатчисон, Фрэн Кранц, Джесси Уильямс, Ричард Дженкинс и Брэдли Уитфорд. Сюжет рассказывает о группе студентов колледжа, которые уезжают в отдалённую хижину в лесу, где становятся жертвами различных монстров, в то время как техники манипулируют событиями из подземного объекта.
Годдард и Уидон, ранее работавшие вместе над телесериалами «Баффи — истребительница вампиров» и «Ангел», написали сценарий за три дня:13, описывая его как попытку «оживить» жанр слэшера и как критическую сатиру на пыточное порно. Спецэффекты, костюмы монстров, специальный грим и протезный грим для фильма были сделаны студией AFX. Съёмки проходили в Ванкувере, Британская Колумбия, с марта по май 2009 года с оценочным бюджетом в 30 миллионов долларов.
Первоначально фильм планировалось выпустить 23 октября 2009 года и 5 февраля 2010 года компаниями Metro-Goldwyn-Mayer и United Artists, но дата выхода была отложена на неопределённый срок из-за финансовых трудностей. В 2011 году Lionsgate приобрела права на распространение. Премьера фильма состоялась в декабре 2011 года на кинофестивале «Butt-Numb-A-Thon» в Остине, штат Техас, 12 апреля в России и 13 апреля 2012 года в США, заработав более 66 миллионов долларов по всему миру. Он получил в целом положительные отзывы от критиков, которые похвалили его сценарий, тон и выступления.
В 2018 году в российский прокат вышел фильм «Хижина в лесу: Новая глава» (англ. Demon Hole), не имеющий связи с лентой 2012 года.

## Сюжет
Группа друзей-студентов — Курт (Крис Хемсворт), его девушка Джулс (Анна Хатчисон), её подруга Дана (Кристен Коннолли), переведшийся из другого колледжа Холден (Джесси Уильямс) и балагур-наркоман Марти (Фрэн Кранц) отправляются в автодоме на отдых в лесную глушь, в хижину, якобы купленную двоюродным братом Курта. По дороге они останавливаются на заброшенной бензоколонке, где местный житель делает им туманные, но зловещие предостережения, проезжают через туннель и добираются до хижины, где решают расположиться. Отдых портит только одностороннее зеркало между двумя комнатами, прикрытое пугающей картиной.
Тем временем в подземной лаборатории группа специалистов под руководством мистера Ситтерсона (Ричард Дженкинс) и мистера Хэдли (Брэдли Уитфорд) готовит некую операцию, наблюдая за студентами через камеры. В ключевой момент в хижине открывается люк в подвал; ребята спускаются вниз и обнаруживают, что подвал завален массой разнообразных предметов — книг, кукол, украшений и тому подобного. В лаборатории специалисты бурно делают денежные ставки на то, какой предмет выберут студенты.
Дана открывает одну из книг и читает из неё несколько строк на латыни, которые незаметно для ребят оказываются заклинанием, заставляющим семью зомби-реднеков-садистов восстать из лесных могил. Этот процесс контролируется специалистами из лаборатории. Курт и Джулс уходят в лес, чтобы заняться сексом, но зомби убивают Джулс и ранят Курта. Марти, повинуясь нашёптывающим ему голосам, тоже выходит из хижины, окровавленный Курт успевает спасти его. Четвёрка друзей баррикадирует осаждаемый зомби дом. После того, как зомби утаскивает Марти в могилу, Курт, Холден и Дана пытаются уехать в автодоме, но ведущий к спасению туннель в последний момент обваливается. Курт пытается перепрыгнуть пропасть на мотоцикле, но разбивается о невидимую стену, отделяющую окрестности хижины от окружающего мира. Холден и Дана в автодоме едут назад в глушь; забравшийся в автодом зомби убивает Холдена, и автодом падает в озеро. Дана выбирается на поверхность, но на берегу её поджидает зомби с капканом.
В лаборатории специалисты ликуют и поздравляют друг друга с окончанием операции. Однако звонок от таинственного Режиссёра обрывает их веселье. Марти выжил и спас Дану. Они спускаются на лифте вниз, в высокотехнологичное подземелье под хижиной. В лаборатории специалисты предполагают, что марихуана, которую курил Марти Микальски, притупила его восприимчивость к воздействию применяемых ими веществ. Они поднимают тревогу. Марти и Дана обнаруживают в подземельях полчища монстров, запертых в боксах: оборотня, привидение, зомби, маньяков в масках, напоминающих сенобитов из серии «Восставший из ада», демонического мужчину с дисковыми пилами в голове и знакомой героям сферой-головоломкой (Адского Лорда), девочку с набором пастей вместо лица (Сахарную Фею), гигантскую летучую мышь, десятиметровую кобру, паукообразного робота, имеющего на конечностях циркулярные пилы, газообразных существ разных видов, хирургов, обитателей психушки, карликов-каннибалов, клоуна-маньяка, напоминающего Пеннивайза из мини-сериала «Оно», кучу зомби и им подобных. Узнав в руках Адского Лорда головоломку, с которой взаимодействовал Курт в подвале, Дана поняла, что в подвале она и её друзья выбирали, как они умрут. В самом низу их пытается задержать охранник с пистолетом, но Марти и Дана уходят от него, завладев оружием. Спецназ блокирует студентов в комнате с пультами управления, и Дана нажимает на кнопки, выпуская в коридоры лаборатории одновременно всех монстров.
Пока монстры преследуют и убивают охранников и персонал, Марти и Дана спускаются ниже, в зал с изображениями пяти фигур, и разговаривают с Режиссёром (Сигурни Уивер). Как оказывается, хижина и лаборатория были построены ради жертвоприношений, чтобы умилостивить древних богов, спящих в недрах Земли, и если те проснутся, настанет конец света. Режиссёр требует от Даны убить Марти, чтобы завершить ритуал. С вмешательством оборотня и девочки-зомби Режиссёр погибает, а тяжелораненные Дана и Марти досиживают последние отпущенные миру минуты, затягиваясь косяком с марихуаной. Наступает рассвет, и из-под хижины в лесу вырывается гигантская рука древнего бога.

## Создатели фильма
| - Режиссёр — Дрю Годдард - Сценарий — Дрю Годдард, Джосс Уидон - Продюсер — Джосс Уидон - Оператор — Питер Деминг - Монтаж — Лиза Лассек - Композитор — Дэвид Джулиан | - Кристен Коннолли — Дана Полк, «девственница» - Крис Хемсворт — Курт Воган, «атлет» - Анна Хатчисон — Джулс Лоуден, «шлюха» - Фрэн Кранц — Марти Микальски, «шут» - Джесси Уильямс — Холден Маккри, «учёный» - Ричард Дженкинс — Гэри Ситтерсон - Брэдли Уитфорд — Стив Хэдли - Брайан Дж. Уайт — Дэниел Трумэн - Эми Экер — Венди Лин - Тим Де Зарн — Мордекай, «Предвестник» - Том Ленк — Рональд, стажёр - Дэн Пэйн — Мэтью Бакнер - Джодель Ферланд — Анна Пейшнс Бакнер - Дэн Ши — Отец Бакнер - Сигурни Уивер — Режиссёр - Эдриан Холмс — Специалист по взрывам - Чела Хорсдэл — Специалист по взрывам - Патрик Сабонгуй — Охранник - Хезер Дорксен — Бухгалтер - Элли Харви — Связистка |

## Создание фильма
Сценарий написали Дрю Годдард и Джосс Уидон, в прошлом работавшие вместе над сериалами «Баффи — истребительница вампиров» и «Ангел». Съёмки проходили в Ванкувере с марта по 29 мая 2009 года. Картина снята оператором Питером Демингом.
Хотя к лету 2009 года фильм был закончен и должен был выйти на экраны 23 октября 2009 года, его выход неоднократно отодвигался. Некоторое время компания Metro-Goldwyn-Mayer планировала перевести фильм в 3D-формат, однако её финансовые проблемы и банкротство в 2010 году заставили продать права на фильм компании Lionsgate, которая заплатила около 12 миллионов долларов США — менее половины всех затрат на производство ленты.

## Критика
Фильм получил положительные отзывы кинокритиков. На сайте Rotten Tomatoes собрано 74 рецензий, из них 92 % положительных.
Роджер Эберт дал фильму три звезды из четырёх, похвалив оригинальность и непредсказуемость фильма: «Этот фильм не идеален; он настолько неровен, что практически состоит из сплошных дыр. И всё же он классно захватывает — потому что уходит далеко от торных троп. Могу только представлять, как хихикали создатели, в вольном полёте мысли дописывая в сценарий одну безумную идею за другой. Они устанавливают правила для того, чтобы их нарушать». Эберт, кроме того, назвал фильм «головоломкой для поклонников жанра», соблазняющей их искать отсылки к другим фильмам, деконструированные условности и размышлять, не является ли весь фильм актом критики.
Рекс Рид, обозреватель The New York Observer, в своей рецензии подверг фильм уничижительной критике, посчитав неудовлетворительными актёрскую игру и особенно сценарий, который он назвал «свидетельством чудес писательства под метамфетамином». По его словам, даже такие трэш-фильмы, как «Люди против зомби» и «Я плюю на ваши могилы» по сравнению с «Хижиной в лесу» «смотрятся Мольером и Прустом». Единственной положительной стороной фильма Рид счёл дизайн монстров
Кейт Фиппс из The AV Club написал к «… трудная задача создать сатирический фильм с большим количеством трупов. Хижина затрагивает всё, от „Зловещих мертвецов“ и „Пятница 13“ до механизированных увечий из серии „Пила“, при этом углубляясь в корни Лавкрафтовского ужаса в попытке раскрыть то, что заставляет жанр работать … Эти приёмы доставляют ужасное удовольствие и никогда не дистанцируются от зрителей. И это интересно, задавая один и тот же вопрос как зрителям, так и персонажам: зачем приходить в место, в котором вы знали, что будет тёмно и опасно?».